# Faro da incasso a terra

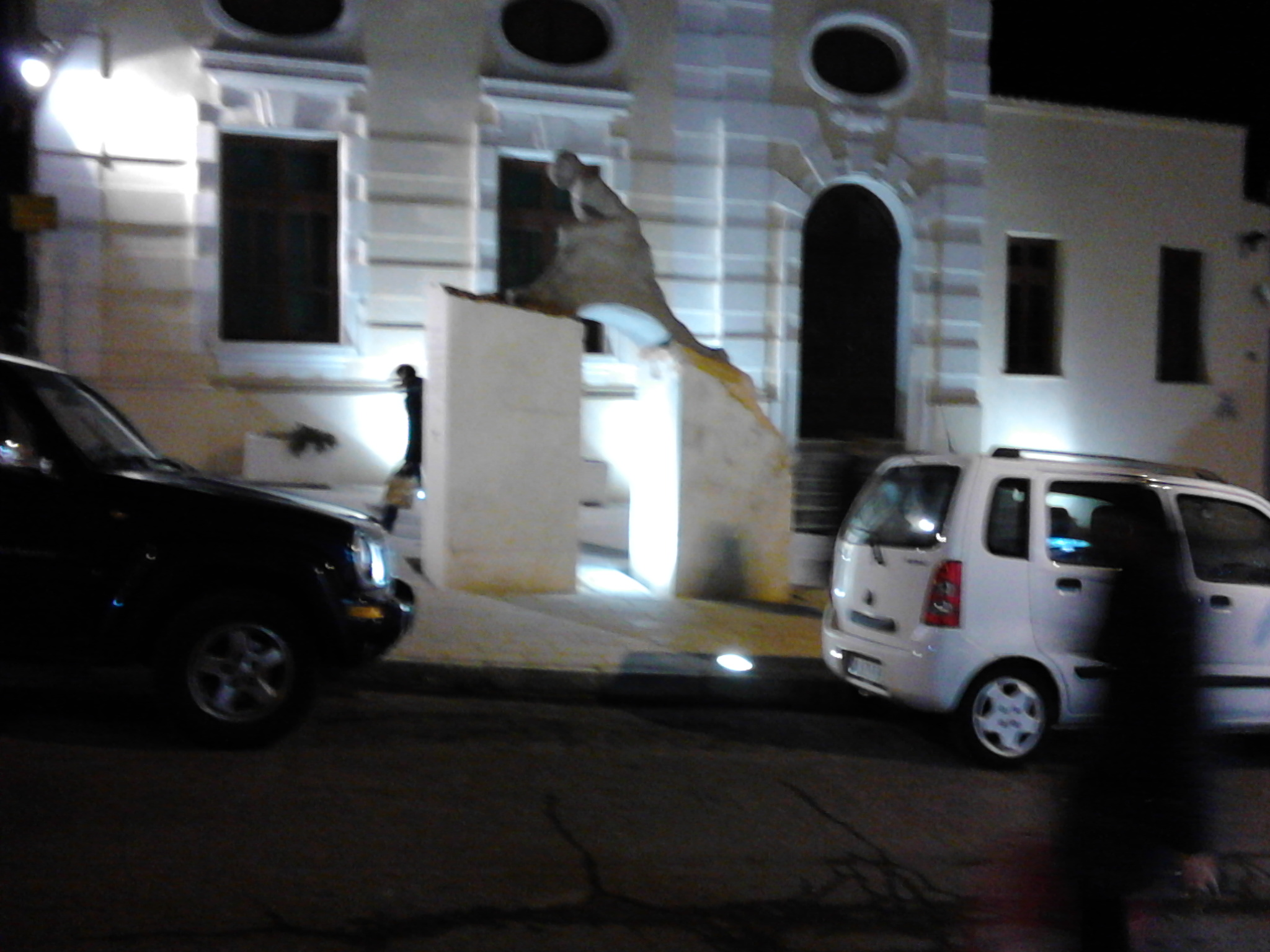
Illuminazione tramite i fari da incasso a terra della facciata di un edificio e di un monumento vicino

Il faro da incasso a terra è un apparecchio elettrico per l'illuminazione interna ed esterna degli ambienti e dei luoghi, di monumenti particolari, di facciate di edifici storici, chiese storiche e così via. Questa installazione viene chiamata così in quanto viene sistemata per terra avendo tre applicazioni: in un pavimento, in un prato oppure può essere sistemata nella parte bassa di una parete murale rendendo visibile in tutte le installazioni solo la lampada per l'illuminazione interna o esterna di un luogo. Questo sistema di illuminazione inoltre può essere anche un faro posizionato in un alloggio presente o a terra o in un muro oppure il faro può essere installato sul prato collegandolo ai fili elettrici presenti.

## Composizione e funzionamento
È composto da un corpo con fili elettrici che rimane nascosto sottoterra o all'interno nella parte bassa di una parete murale e da una lampada per l'illuminazione notturna di uno spazio esterno o di un viale che rimane visibile oppure può essere un faro di piccole dimensioni che viene installato sul prato. Con questo sistema viene alimentata generalmente una lampada a LED oppure altri tipi di lampade. Per il faro a terra esterno può anche essere progettato per terra o nel muro un alloggio per il faro.
Il funzionamento del faro a terra è che la luce a seconda del modello viene proiettata dal basso verso l'alto, come ad esempio per l'illuminazione di un monumento o di una facciata esterna di un edificio o di una chiesa, oppure può essere proiettata in basso soprattutto nel caso delle applicazioni a terra o sulla parte bassa di un muro, che possono servire ad esempio per l'illuminazione esterna di un giardino pubblico o privato o di un viale di piccole dimensioni oppure per l'illuminazione interna di un centro estetico, delle scale di una sala teatro o cinematografica e così via.

## Utilizzi

### Per l'illuminazione esterna
Questo tipo di illuminazione viene installato per l'illuminazione pubblica e privata di spazi e ambienti esterni come viali di piccole dimensioni, giardini, passerelle, scale e altri spazi esterni pubblici o privati ove non è possibile installare altri sistemi per l'illuminazione. Questa installazione viene impiegata anche per l'illuminazione di monumenti particolari o di facciate esterne di edifici e chiese moderne o di particolare rilevanza oppure per l'illuminazione esterna di case private.

### Per l'illuminazione interna
Questa applicazione viene utilizzata anche negli ambienti interni e viene installata ad esempio nelle scale o nelle pareti situate all'interno delle sale cinematografiche e delle sale teatro in modo da aiutare le persone ad uscire dalla sala per un loro bisogno o altri motivi, come ad esempio se devono andare in bagno oppure se devono uscire all'esterno per fumare, facilitandole nel percorso nel momento in cui la sala è al buio in quanto è in corso uno spettacolo teatrale oppure la visione di un film. Questo sistema di illuminazione che viene installato sulla parte bassa delle pareti, ha anche altri impieghi per gli ambienti interni come ad esempio i centri estetici, le case di riposo per l'utilizzo come luci notturne e così via.

## Vantaggi e svantaggi

### Vantaggi
Il vantaggio principale è che se questo sistema di illuminazione viene installato negli ambienti interni si ha il vantaggio di facilitare il percorso alle persone che si spostano nel momento in cui una sala teatro o una sala cinematografica per fare un esempio sono al buio durante gli spettacoli teatrali o durante la visione di un film.

### Svantaggi
Unico svantaggio è in alcuni casi la poca o scarsa illuminazione degli ambienti esterni, come ad esempio le passerelle o le scale di collegamento da un punto ad un altro, i viali di un giardino pubblico o privato e altri spazi pubblici, soprattutto se si utilizzano lampade molto piccole e poco luminose.

## Galleria d'immagini

### Fari per l'illuminazione esterna

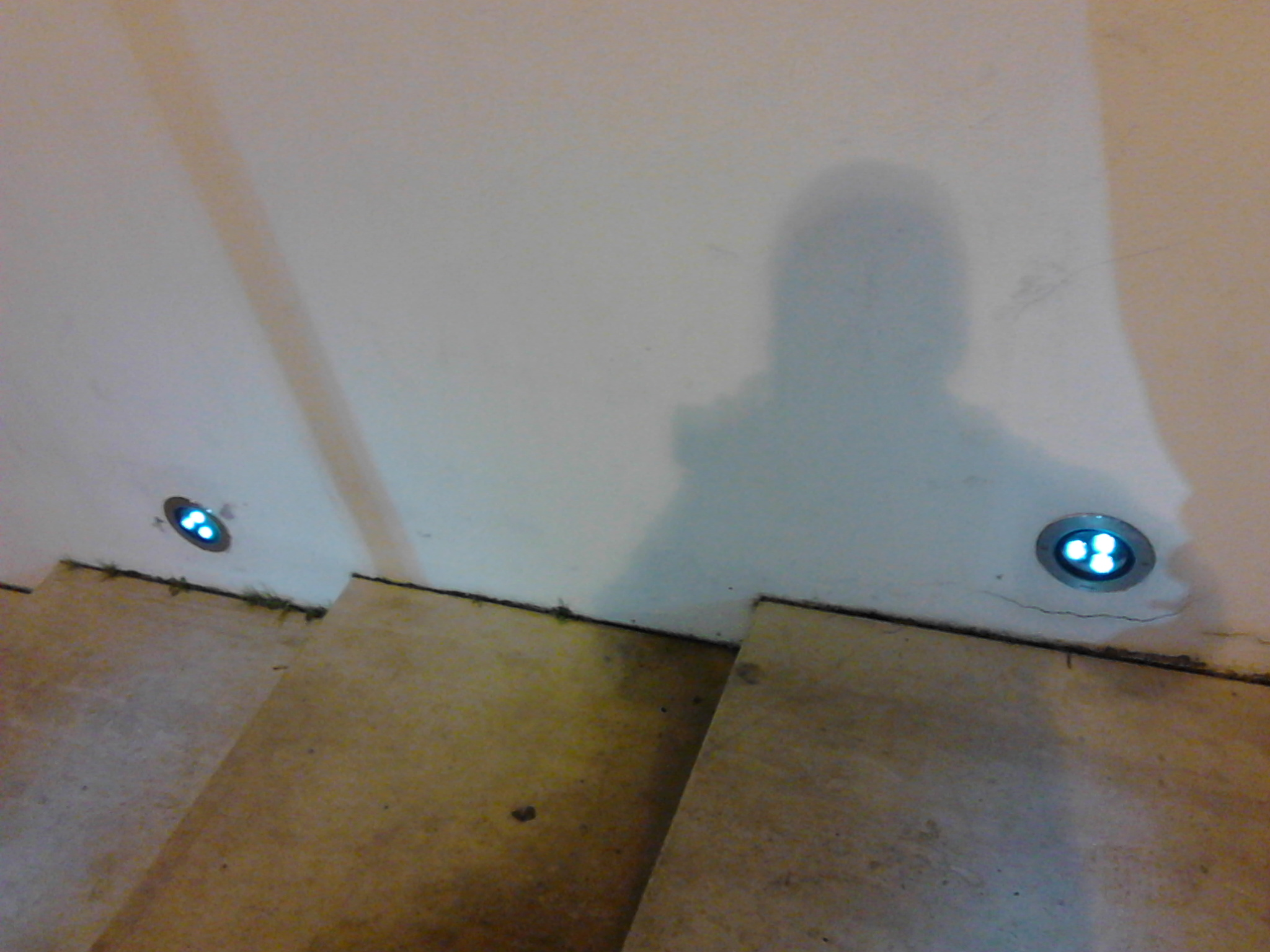
Due faretti di terra esterni a LED a incasso a parete
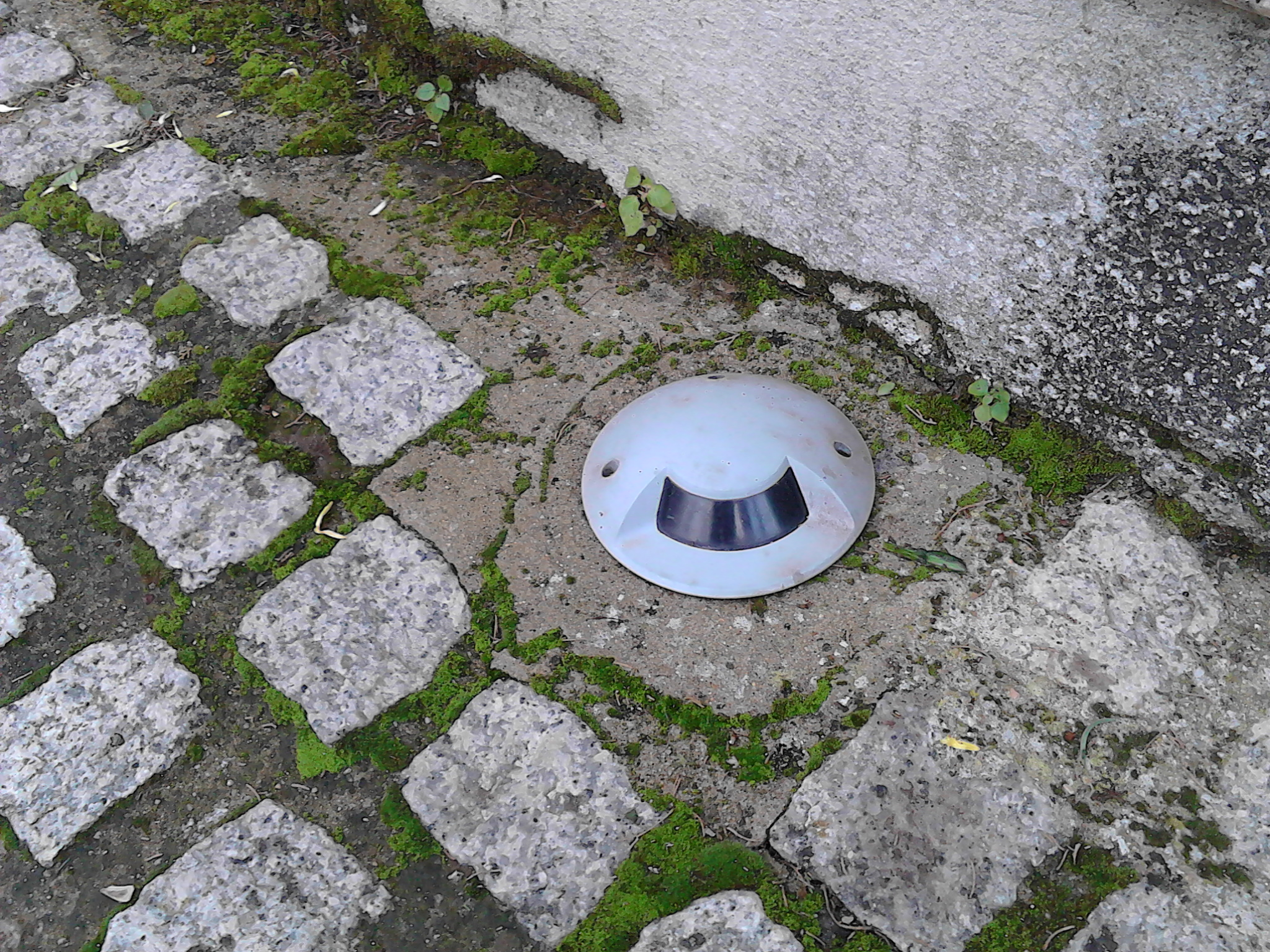
Un faretto a incasso a pavimento per esterni a LED
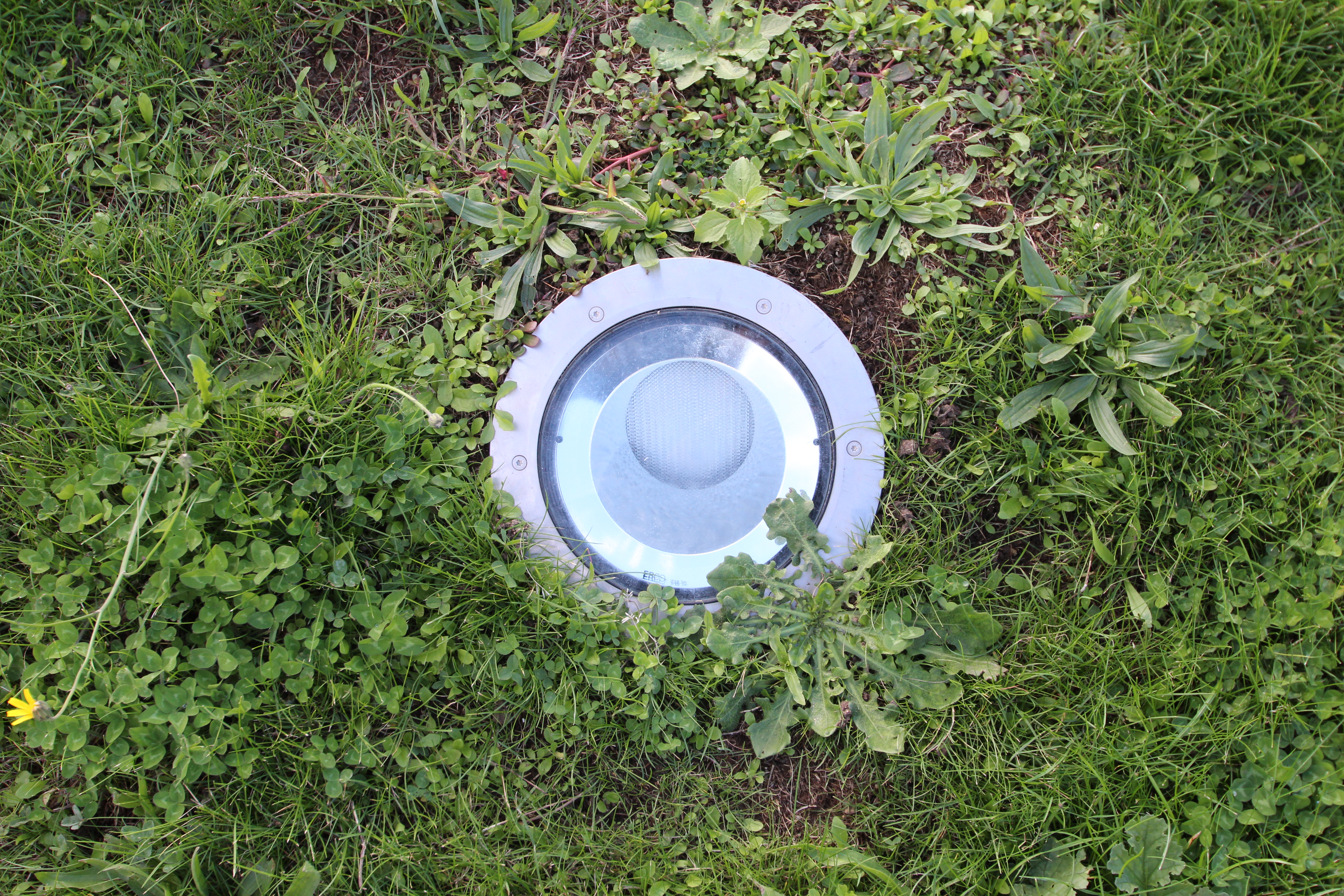
Un faretto di terra installato sul prato
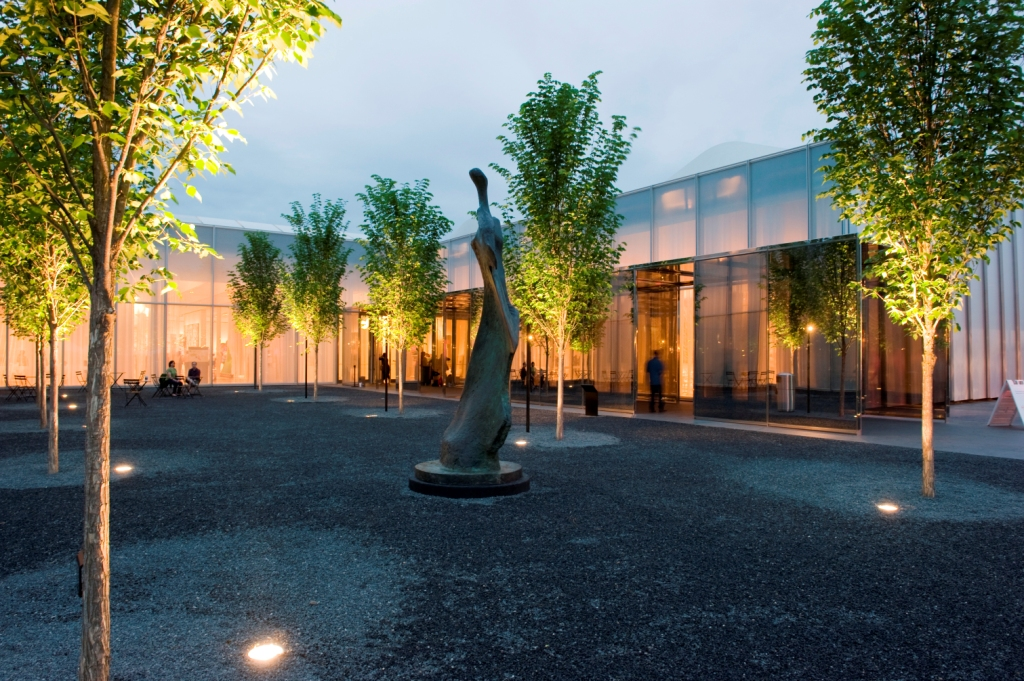
Alcuni faretti di terra per l'illuminazione di un cortile interno

### Fari per l'illuminazione interna

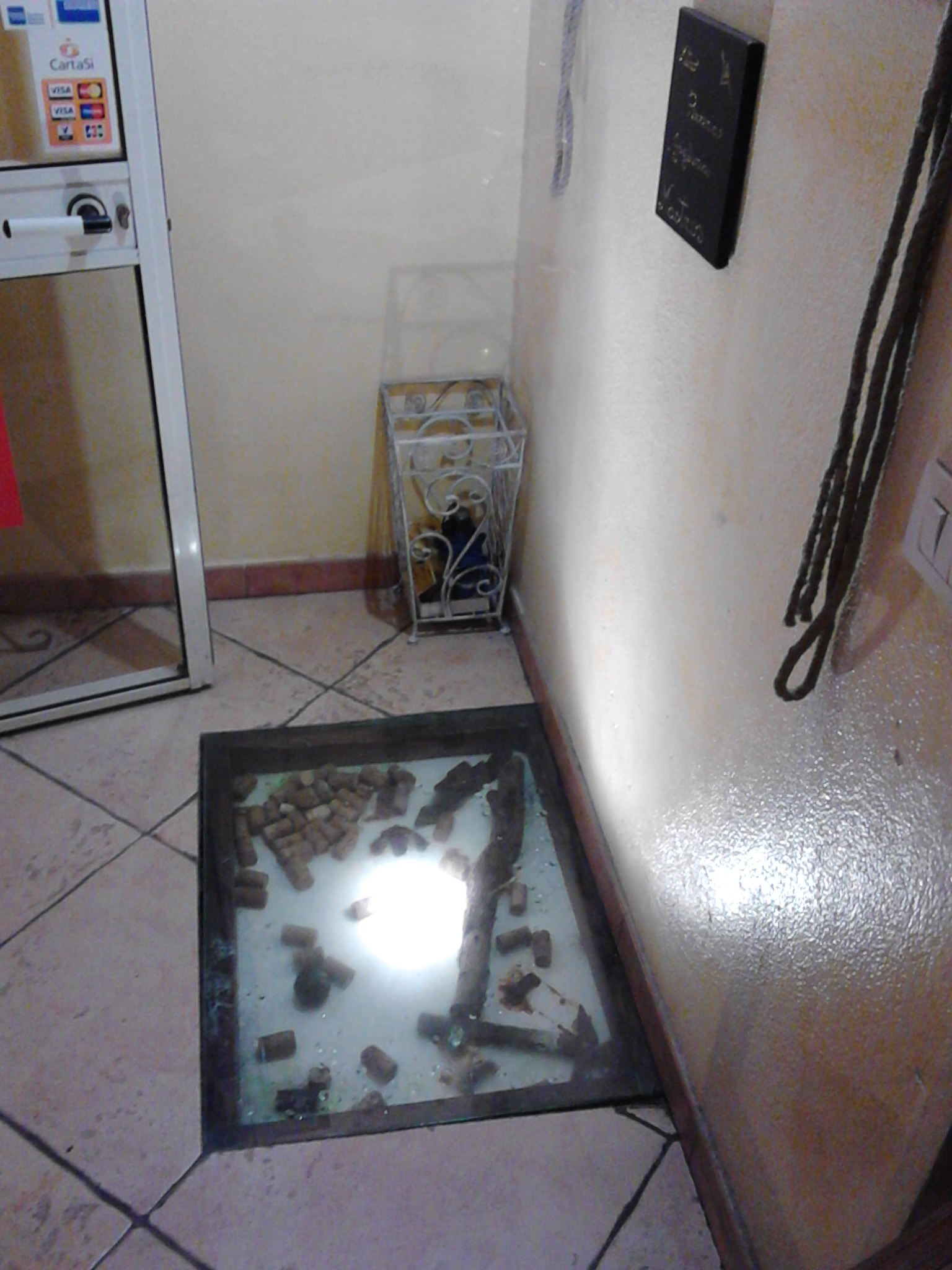
Un faretto a pavimento per l'illuminazione interna di un locale
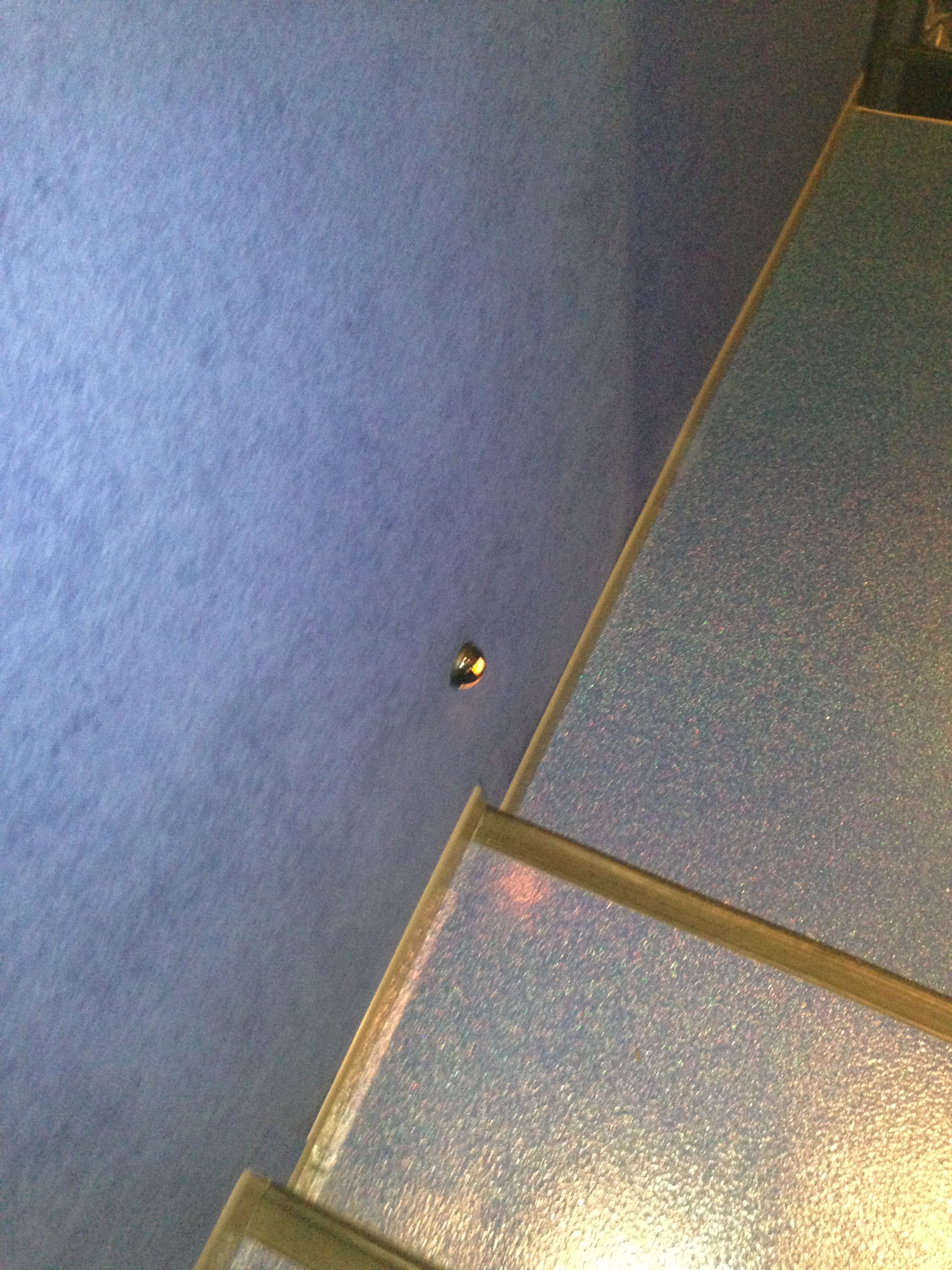
Un mini faretto a parete all'interno di una sala cinematografica
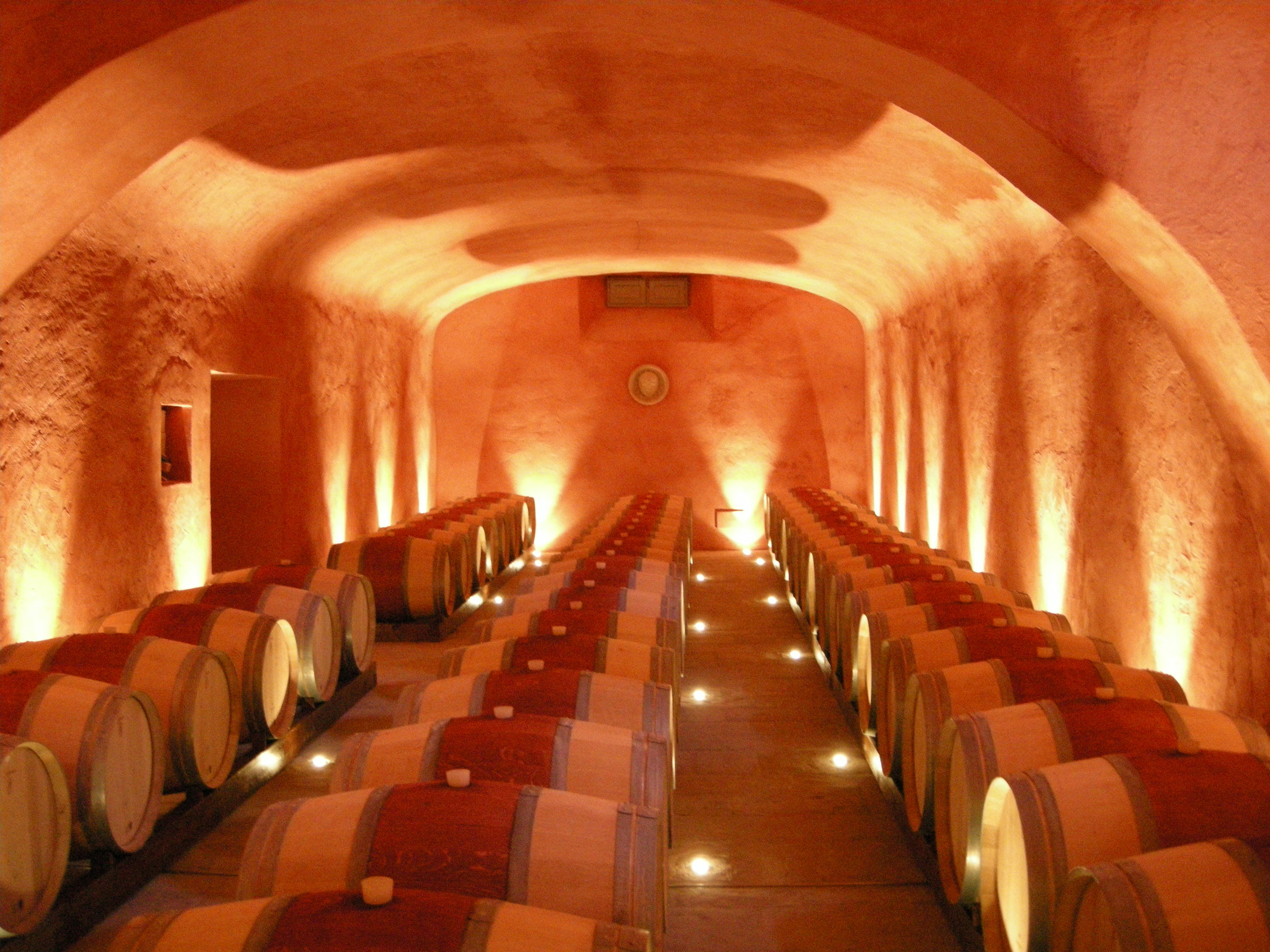
Faretti a pavimento per l'illuminazione di una cantina
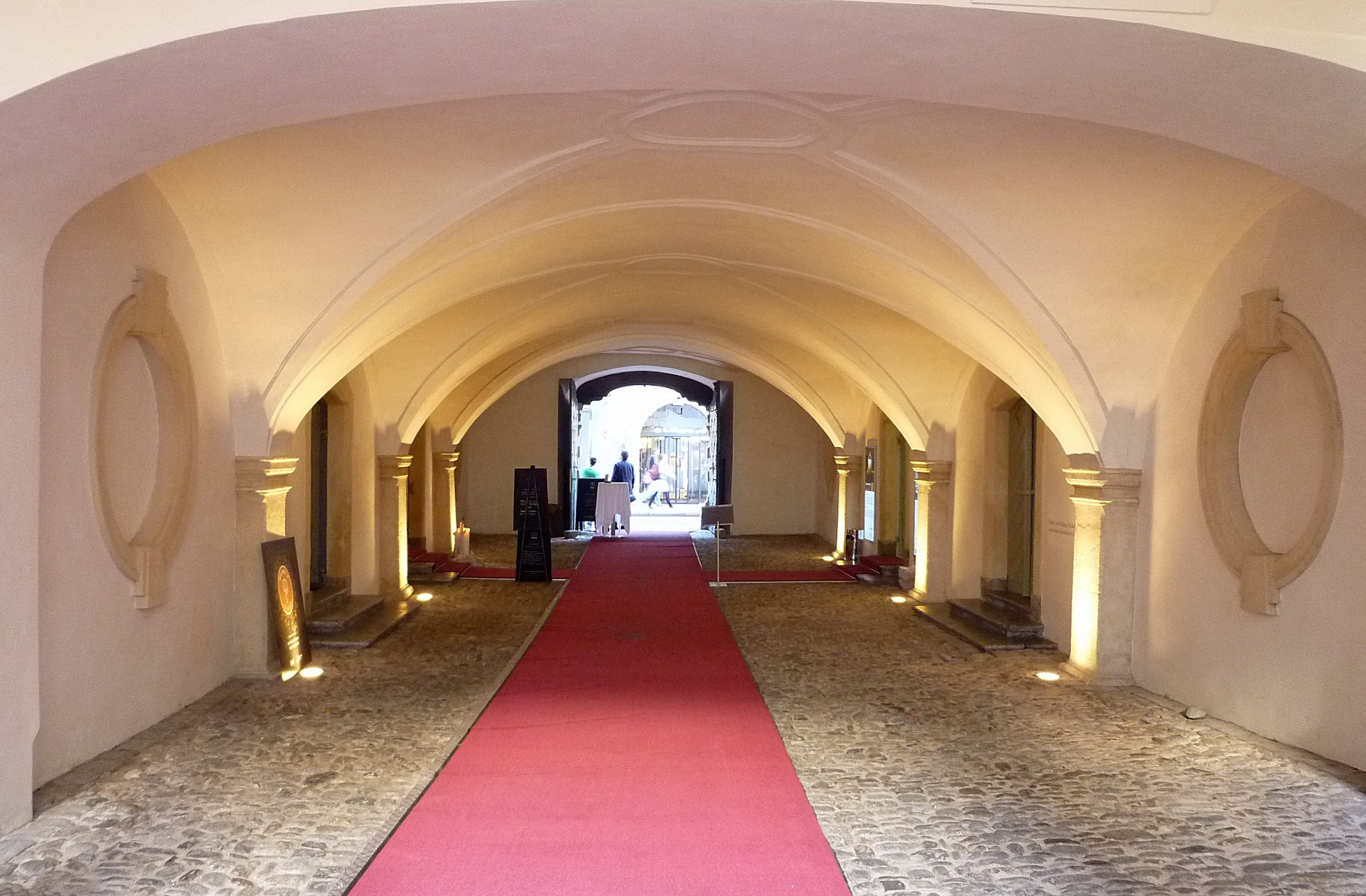
Faretti a pavimento per l'illuminazione interna di un corridoio